# Sturnira mordax
Sturnira mordax är en fladdermusart som först beskrevs av Candice M. Goodwin 1938.  Sturnira mordax ingår i släktet Sturnira och familjen bladnäsor. Inga underarter finns listade i Catalogue of Life.

## Utseende
Vuxna exemplar är 70 till 75 mm långa, saknar svans och väger 24 till 31 g. De har 43 till 49 mm långa underarmar, bakfötter som är 13 till 15 mm långa och 15 till 19 mm stora öron. Denna robust byggda fladdermus har rödbrun päls på ovansidan med gråbruna nyanser och hos hannar är en fläck på varje axel ofta tydlig röd. Undersidans päls är lite ljusare och på benen finns tjock päls. Fötterna är bara glest täckt med hår. Hudflikarna på näsan utgörs av en rund skiva och av ett kort spetsigt utskott. Svansflyghuden är bara en smal remsa som är täckt med päls.

## Utbredning och ekologi
Denna fladdermus förekommer i Costa Rica och norra Panama. Habitatet utgörs av olika slags skogar. Arten äter nästan uteslutande frukter som kompletteras sällan med pollen och nektar. Dräktiga honor iakttogs i april. Exemplaren vistas i kulliga regioner och bergstrakter mellan 600 och 2900 meter över havet. Sturnira mordax är nattaktiv. I april var några honor dräktiga och i maj hittades honor med aktiva spenar.

## Hot
För beståndet är inga hot kända. Hela populationen anses vara stabil. IUCN kategoriserar arten globalt som livskraftig.